# روکسیبولون
روکسیبولون (به انگلیسی: Roxibolone) با فرمول شیمیایی C۲۱H۲۸O۵ یک ترکیب شیمیایی با شناسه پاب‌کم ۶۸۷۹۵ است. که جرم مولی آن ۳۶۰٫۴۴ g/mol می‌باشد.